# Chambray-lès-Tours
Chambray-lès-Tours è un comune francese di 11 041 abitanti situato nel dipartimento dell'Indre e Loira nella regione del Centro-Valle della Loira.

## Società

### Evoluzione demografica
Abitanti censiti